# Anomalía de las Pioneer

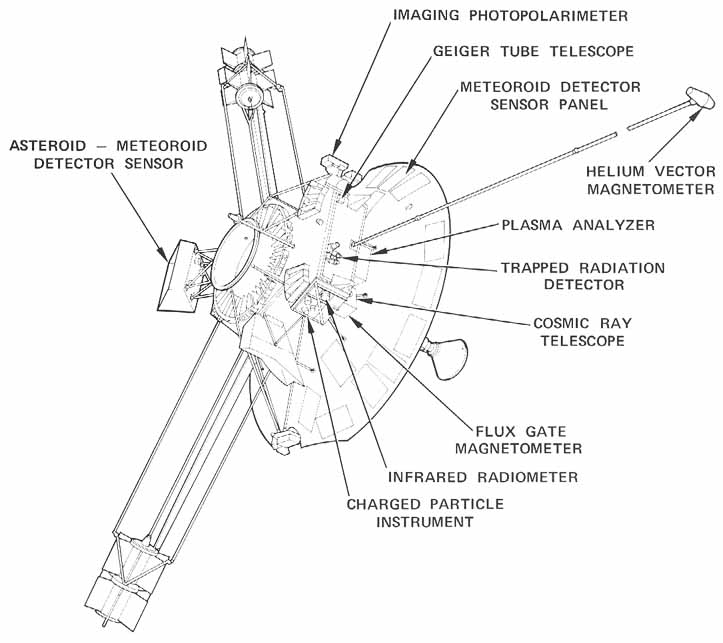
Sonda Pioneer 10.

La anomalía de las Pioneer o el efecto Pioneer es la desviación observada de las trayectorias esperadas de diferentes sondas espaciales que visitan la parte exterior del sistema solar, en especial la Pioneer 10 y la Pioneer 11. 
Ambas naves se encuentran escapando del sistema solar, pero están desacelerando debido a la influencia de la gravedad solar. Después de un minucioso examen de la información de navegación, se encontró que las naves se mueven más lento de lo esperado. El efecto es una pequeña aceleración hacia el Sol, de 8.74±1.33×10−10 m/s2. Las dos naves fueron lanzadas en 1972 y 1973. La aceleración anómala fue hallada ya desde 1980, pero no fue seriamente investigada hasta 1994. La última comunicación con las naves fue en 2003, pero el análisis de la información aún continua.
Varias teorías, sobre las naves y la gravedad misma, fueron propuestas para explicar las anomalías. En el periodo 1998-2012, una en particular, ha llegado a ser aceptada. La nave, puesto que está en el vacío, solo puede perder calor por radiación. Si, debido al diseño de la nave, más calor es emitido en dirección opuesta al Sol, entonces la nave se desacelerará debido a la presión de la radiación térmica emitida. Como esta fuerza se debe al retroceso de los fotones de calor, es llamada "Fuerza de retroceso térmico".
Para el 2012, diversos artículos de diferentes fuentes, todos analizando la fuerza inherente de presión de la radiación térmica en la nave, mostraron que un cálculo cuidadoso de esta fuerza es suficiente para justificar la anomalía, y no se requiere de otro fenómeno o una física diferente. 
Sin embargo, alrededor de este fenómeno, se han tejido diversas explicaciones que incluyen la expansión del universo, o la materia oscura, entre otras.

## Descripción
Las naves Pioneer 10 y Pioneer 11 fueron enviadas en misiones a Júpiter y a Saturno, respectivamente. Cada nave tenía el sistema de estabilización por espín para mantener su antena de alta ganancia apuntando siempre hacia la Tierra. Aunque las naves incluían propulsores, después de sus encuentros planetarios, solo fueron usados semestralmente para maniobras de "conical scanning" para seguir a la Tierra en su órbita, dejándolos en una fase larga de "crucero" a través del sistema solar exterior. Durante este periodo, se contactó con ambas naves varias veces para obtener diversas medidas de su ambiente físico, obteniendo información valiosa mucho tiempo después de que sus misiones fueran completadas.
Cuando se perdió el contacto con estas sondas por el agotamiento de sus fuentes de energía, los científicos de la NASA ya habían observado la desviación sufrida en sus cursos.
Esta desviación era producida por una aceleración negativa (aceleración en dirección solar o desaceleración) o corrimiento al azul muy débil, de aproximadamente un nanómetro por segundo cuadrado, (aP = (8,74 ± 1,33) × 10−10 m/s2), pero aun así de origen desconocido.

## Posibles causas
Las explicaciones propuestas se pueden clasificar en tres grupos:
- Desaceleración real. Se asume que la desaceleración existe y debe tener una causa, que podría ser: la presión de radiación térmica, la gravedad (por algún cuerpo celeste o materia oscura), arrastre (polvo, viento solar, o rayos cósmicos) o simplemente por pérdida de gas en la misma nave.
- Errores de observación. Incluye errores en las mediciones o el cálculo computacional, como una posible causa para interpretar la información como una anomalía inexistente. Sin embargo diversos análisis de diversas fuentes han corroborado la existencia de la anomalía.
- Nueva física. En este grupo están las explicaciones que proponen que las anomalías observadas se deben al efecto de alguna nueva física aún desconocida o no aceptada. Entre las posibles explicaciones estarían:
  - La teoría del SEC (scale expanding cosmos: ‘Expansión cósmica en escala’), propuesta por C. Johan Masreliez (controvertida, ya que refuta la hipótesis del big bang).
  - La teoría de la MOND (modified newtonian dynamics: ‘dinámica newtoniana modificada’).
  - Otras dimensiones desconocidas que crean pequeñas fuerzas.
  - La variación de la constante de estructura fina.

## Consecuencias
La NASA está preparando una sonda para poder estudiar los efectos de la gravedad solar en los confines del sistema solar. Constaría de un módulo que se engancharía a una sonda cualquiera que fuese a estudiar los puntos más alejados del sistema.